# Pastel (technika)
Pastel je malba, respektive malířská technika, spočívající v kresbě pastelovými barvami na sucho. Podklad obrazu bývá papír, karton, lepenka, pergamen či plátno.
Protože pastelové barvy téměř neobsahují pojidla, nedrží na podkladu, proto musí umělec použít fixativ, což snižuje reflexnost pastelů.
Pomocí mechanického rozetření má pastel schopnost tvořit nejjemnější odstíny a přechody barev.